# Norrois
|  | No s'ha de confondre amb Noroy o Norroy. |

Norrois és un municipi francès al departament del Marne de la regió de Gran Est. L'any 2007 tenia 172 habitants.

## Demografia

### Població
El 2007 la població de fet de Norrois era de 172 persones. Hi havia 64 famílies, de les quals 16 eren unipersonals (4 homes vivint sols i 12 dones vivint soles), 20 parelles sense fills i 28 parelles amb fills.
La població ha evolucionat segons el següent gràfic:

### Habitatges
El 2007 hi havia 72 habitatges, 69 eren l'habitatge principal de la família, 1 era una segona residència i 2 estaven desocupats. 59 eren cases i 13 eren apartaments. Dels 69 habitatges principals, 43 estaven ocupats pels seus propietaris i 26 estaven llogats i ocupats pels llogaters; 3 tenien dues cambres, 12 en tenien tres, 12 en tenien quatre i 42 en tenien cinc o més. 57 habitatges disposaven pel capbaix d'una plaça de pàrquing. A 27 habitatges hi havia un automòbil i a 38 n'hi havia dos o més.

### Piràmide de població
La piràmide de població per edats i sexe el 2009 era:
| Homes | Edats   | Dones |
| ----- | ------- | ----- |
| 0     | 95 o +  | 0     |
| 0     | 90 a 94 | 0     |
| 0     | 85 a 89 | 4     |
| 0     | 80 a 84 | 4     |
| 4     | 75 a 79 | 0     |
| 4     | 70 a 74 | 0     |
| 0     | 65 a 69 | 8     |
| 4     | 60 a 64 | 4     |
| 4     | 55 a 59 | 4     |
| 4     | 50 a 54 | 8     |
| 8     | 45 a 49 | 4     |
| 0     | 40 a 44 | 8     |
| 8     | 35 a 39 | 0     |
| 12    | 30 a 34 | 4     |
| 0     | 25 a 29 | 4     |
| 8     | 20 a 24 | 4     |
| 4     | 15 a 19 | 4     |
| 8     | 10 a 14 | 4     |
| 0     | 5 a 9   | 0     |
| 0     | 0 a 4   | 4     |

## Economia
El 2007 la població en edat de treballar era de 119 persones, 88 eren actives i 31 eren inactives. De les 88 persones actives 73 estaven ocupades (42 homes i 31 dones) i 15 estaven aturades (7 homes i 8 dones). De les 31 persones inactives 12 estaven jubilades, 10 estaven estudiant i 9 estaven classificades com a «altres inactius».

### Ingressos
El 2009 a Norrois hi havia 71 unitats fiscals que integraven 178 persones, la mediana anual d'ingressos fiscals per persona era de 17.099,5 €.

### Activitats econòmiques
Dels 3  establiments que hi havia el 2007, 1 era d'una empresa extractiva i 2 d'empreses de construcció.
Els 2 serveis als particulars que hi havia el 2009 eren fusteries.

## Poblacions properes
El següent diagrama mostra les poblacions més properes.